# روزنامه عصر اقتصاد
روزنامه‌ «عصر اقتصاد» در دوره نخست‌وزیری علی سهیلی و زمان اشغال ایران از سوی متفقین جنگ جهانی دوم آغاز به انتشار کرد. ساختمان این نشریه در خیابان سعدی تهران بود و در سال نخست به قیمت دو ریال فروخته می‌شد. از شماره ۱۱۰ قیمت آن به ۴ ریال و صفحات آن به هشت صفحه افزایش یافت.

## روزنامه «اتاق بازرگانی طهران»
این روزنامه، روزنامه ارگان اتاق بازرگانی تهران به سردبیری و مدیر مسئولی محمود کیهان، استاد حقوق دانشگاه تهران و از وکلای حقوقی و بعدها مشاوران حقوقی سازمان برنامه و بودجه کشور در سال های دهه ۲۰ و ۳۰، خورشیدی یکی از نشریات اقتصادی مطلوب زمانه خود بود.
در زمان انتشار این جریده، وضعیت اقتصاد ایران در بحرانی‌ترین زمان خود قرار داشت و مدیریت کلان کشور بین راهبری یک شاه جوان و اعمال نفوذ نیروهای اشغال‌گر متفقین در نوسان بود. کم‌و‌بیش امنیت مناطق شمالی و جنوبی کشور از سوی کشورهای شوروی و انگلیس تهدید می‌شد و بخش قابل‌توجه‌ای از کالاهای اساسی از جمله غلات و حبوبات اغلب مورد مصرف قشون متفقین قرار می‌گرفت. تمامی خطوط حمل‌و‌نقل جاده‌ای و ریلی مناطق تحت اشغال در اختیار متفقین بود و از آنجا که نفت ایران هنوز ملی نشده بود، تأمین سوخت نانوایی‌ها به دست انگلیسی‌ها بود. قحطی معروف ابتدای دهه ۲۰ و در دوران نخست‌وزیری قوام‌السلطنه کاملا این وضعیت بحرانی را بازتاب می‌دهد. 
روز سه‌شنبه پانزدهم آذر ۱۳۲۲ اولین شماره عصر اقتصاد در کیوسک‌های شهر تهران توزیع شد. این روزنامه در اولین سرمقاله خود این‌طور نوشته است: «اتاق بازرگانی امیدوار است مخصوصا در این موقع که دچار بحران بزرگ اقتصادی بوده و مدتی است اهالی گرفتار سختی زندگی و تنگی معیشت می‌باشند بتواند کمک فکری مؤثری در راه بهبود وضع اقتصادی کشور کند و برای رفع سختی‌های زندگی راه‌حل‌هایی را پیش پای بگذارد.»

## موضوعات روزنامه
این روزنامه طی ۱۳۴ شماره از انتشار خود، که همه این شماره‌ها به‌صورت روزانه و از شماره ۱۱۰ به صورت هفتگی  منتشر می‌شد، عمدتا به مسائل اقتصادی‌، تجاری و بازرگانی می‌پرداخت. عصر اقتصاد در مقالات اصلی خود در کنار طرح موضوعات اساسی اقتصاد کشور در چارچوب سرمقاله، مقاله و گزارش، به اخباری چون دیدارهای سفرا و نمایندگان کشورهای خارجی با شاه و نمایندگان مجلس، گزارش‌هایی از جلسات مجلس شورای ملی، آخرین اخبار رادیو، تحولات نفت، گزارش‌ها و انعکاس سخنرانی‌های باشگاه بازرگانان و تجار و همچنین انعکاس جلسات اتاق بازرگانی، اخبار مطبوعات خارجی از جمله تایمز مالی و اکونومیست لندن و... می‌پرداخت.
همچنین یک ستون با عنوان «بحث اقتصادی ما» به مطالب اقتصادی روز می‌پرداخت. در صفحه اول برخی از شماره‌های عصر اقتصاد کاریکاتور مرتبط با موضوع نشریه نیز منتشر می‌شد.
روزنامه عصر اقتصاد، همچنین در صفحات نخست و دوم خود، مقالات اساسی را منتشر می نمود که کم‌و‌بیش دغدغه‌های آن زمان هیئت تحریریه این نشریه بود. مسائلی که تا آن زمان چندان در جامعه متداول نبوده و به‌تدریج ضرورت آن در گروه‌ها و مجامع اقتصادی ایجاد شده بود. یکی از آن مفاهیم، ضرورت تدوین یک برنامه اقتصادی مدون از سوی حاکمیت بود. در آن زمان هیئتی از مستشاران امریکایی مسئولیت مدیریت اقتصاد کشور را برعهده داشتند. چندین مقاله و سرمقاله کاملا با اشاره به آن‌ها نگاشته شده است. موضوعاتی مانند بیمه، تأسیس وزارت کار، اصلاح نظام پولی، قواعد و قوانین مربوط به تأسیس شرکت و بنگاه‌های اقتصادی و قوانین مربوط به عرضه و تقاضا از جمله این موارد بود.
محمود کیهان، مدیرمسئول و سردبیر و اشخاصی چون محمدرضا خرازی، سید حسن تقی‌زاده، عباس اردوبادی و فضل‌الله تابش از جمله نویسندگان این روزنامه بودند.
از سال ۱۳۲۸ مجله اتاق تهران با عنوان «عصر اقتصاد» و در قطع بزرگ به سردبیری تابش منتشر شد و حاوی خلاصه خبرهای اتاق، گزارش بازار و عمدتا مسائل تفرقه و سرگرم‌کننده و حتی مطالب تفریحی و در برخی موارد به تعبیر اصحاب رسانه مطالب زرد بود. از این رو، این نشریه را نمی‌توان کاملا تخصصی دانست. از سال ۱۳۳۶ در مجله اتاق، هیئت تحریری‌ای مرکب از افراد تحصیلکرده اقتصادی و خبرنگاران باسابقه تشکیل گردید که به صورت ماهیانه و کاملا تخصصی انتشار می‌یافت.